# Mathew Manakkarakavil
Mathew Polycarpos Manakkarakavil (* 10. November 1955) ist ein indischer Geistlicher und syro-malankarischer Weihbischof im Großerzbistum Trivandrum.

## Leben
Mathew Manakkarakavil studierte an den Priesterseminaren in Trivandrum und Vadavathoor in Kottayam. Am 18. Dezember 1982 empfing er das Sakrament der Priesterweihe.
Nach weiteren Studien in Indien und am Institut Catholique de Paris wurde er 2010 an der Manonmaniam Sundaranar University in Tirunelveli im Fach Literatur promoviert. Er war in der Pfarrseelsorge, als Lehrer und Schulleiter tätig. Vor der Ernennung zum Bischof war er Chorbischof und Protosynkellos des Großerzbistums Trivandrum.
Papst Franziskus bestätigte am 7. Mai 2022 seine Wahl zum Weihbischof und ernannte ihn zum Titularbischof von Canatha. Der Großerzbischof von Trivandrum, Isaac Cleemis Kardinal Thottunkal, spendete ihm am 15. Juli desselben Jahres in der St. Mary’s Cathedral des Großerzbistums die Bischofsweihe. Mitkonsekratoren waren der Erzbischof von Tiruvalla, Thomas Koorilos Chakkalapadickal, und der Bischof von Mavelikara, Joshuah Ignathios Kizhakkeveettil.